# Юту (тайфун)
Тайфун «Юту» (англ. Typhoon Yutu) також відомий як Тайфун Росіта (англ. Typhoon Rosita)  — потужний тропічний циклон, який спричинив катастрофічні руйнування на островах Тініан і Сайпан у Північних Маріанських островах, а згодом торкнувся Філіппін. Це найсильніший тайфун, який будь-коли зареєстровано, що вплинув на Маріанські острови, і вважається другим за потужністю тропічним циклоном, який вразив Сполучені Штати та їхні некорпоровані території як за швидкістю вітру, так і за барометричним тиском. Він також найсильніший разом з тайфуном Конг-Рей тропічний циклон у 2018 році.
До 23 жовтня Юту продовжував різко посилюватися, швидко досягнувши 24 жовтня інтенсивності супертайфуну 5 категорії. 25 жовтня Юту вийшов на острів Тініан і південну частину Сайпана на своєму піку інтенсивності з мінімальним центральним тиском 900 мілібар (27 дюймів рт. ст.), 10-хвилинний постійний вітер 215 км/год (130 миль/год), 1-хвилинний постійний вітер 280 км/год (175 миль/год) і пориви до 305 км/год (190 миль/год). Одразу після виходу на берег Юту пройшов цикл заміни ока, що призвело до його миттєвого ослаблення, коли він завершив процес. Зберігаючи статус супертайфуну, Юту продовжував рухатися на захід у напрямку до Філіппін, увійшовши до Філіппінської зони відповідальності (PAR), після чого йому було присвоєно місцеву назву Росіта. Проте вторгнення сухого повітря та зниження температури поверхні моря призвели до того, що Юту значно послабився до 28 жовтня, хоча він залишався сильним тайфуном. Пізно ввечері 29 жовтня Юту вийшов на сушу у філіппінській провінції Ізабела з 10-хвилинним стійким вітром 100 миль/год (155 км/год). JTWC оцінив швидкість вітру за 1 хвилину в той час у 165 км/год (105 миль/год).
Шторм завдав катастрофічної шкоди Тініану та Сайпану, зруйнувавши численні будинки та вбивши двох людей. Сильні вітри зруйнували бетонні конструкції на півдні Сайпана. На Філіппінах через зсуви та повені загинули щонайменше 27 людей, тоді як у Гонконзі одна людина загинула через високий прибій.

## Метеорологічна історія

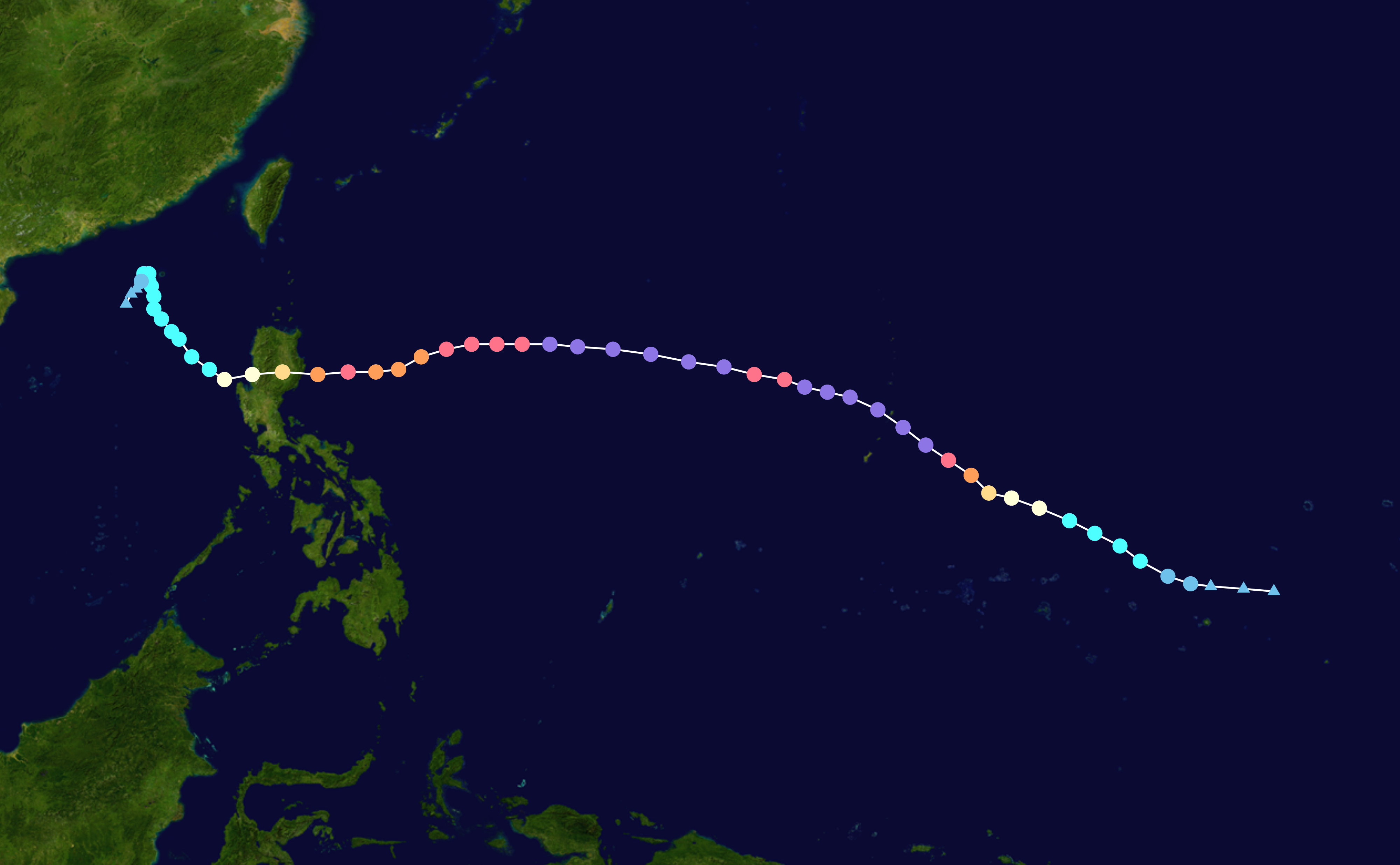
Карта шляху і інтенсивності Тайфуну Юту

Вранці 21 жовтня 2018 року на схід від Гуаму та Північних Маріанських островів виникла тропічна депресія, і JMA ініціював консультації щодо системи. Незабаром після цього JTWC присвоїв шторму ідентифікатор 31W. Система почала зміцнюватися, перетворившись на тропічний шторм через кілька годин, і JMA присвоїло шторму назву Юту. Сприятливі умови, включаючи низький зсув вітру та високі температури поверхні океану, дозволили Юту вибухово посилити наступного дня, коли шторм досяг сили тропічного шторму, а потім через кілька годин інтенсивність тайфуну. З 23 по 24 жовтня Юту продовжував організовуватися та різко посилюватися, досягнувши 24 жовтня інтенсивності супертайфуну 5  категорії. Тайфун продовжував посилюватися та демонстрував конвективну структуру, рухаючись до острова Сайпан.
Близько 2:00 ночі за місцевим часом 25 жовтня тайфун «Юту» обрушився на Тініан і південну частину Сайпана з максимальною інтенсивністю як супертайфун 5-ї категорії з мінімальним центральним тиском 900 мілібар (27 дюймів рт. ст.) і 1-хвилинний постійний вітер 280 км/год (175 миль/год), що стало найпотужнішим штормом за всю історію, який вплинув на Північні Маріанські острови. 25 жовтня система пройшла цикл заміни очної стінки, в результаті чого він став супертайфуном 4  категорії, оскільки він продовжував рухатися на захід. Наступного дня тайфун завершив цикл заміни очної стінки, і система відновила інтенсивність 5 категорії о 12:00 UTC того дня. 27 жовтня Юту знову почав слабшати та став 4 супертайфуном категорії. Того ж дня Юту увійшов до Філіппінської зони відповідальності PAGASA (або PAR) і отримав ім'я Розіта. Юту продовжував слабшати, просуваючись на захід, після зіткнення з більш несприятливими умовами, включаючи зниження температури поверхні моря, і шторм послабшав до еквівалентного тайфуну 3 категорії 28 жовтня. Близько 21:00 UTC 29 жовтня Юту вийшов на сушу як 2 категорія-еквівалентний тайфун у філіппінській провінції Ізабела, на острові Лусон.
Коли Юту увійшов у Південнокитайське море, він зазнав впливу холодного та сухого повітря північно-східного мусону з Китаю та ще більше послабився до тропічної депресії. Пізно ввечері 1 листопада Юту повернув на південно-південний захід, стрімко слабшаючи через зсув вітру . 2 листопада Юту перетворився на залишковий мінімум, не зробивши повторного виходу на сушу, перш ніж розсіятися рано наступного дня.

## Підготовка

### Північні Маріанські Острови
За місяць тайфун Мангхут впав на Маріанські острови, змусивши чиновників із надзвичайних ситуацій створити запаси. Оскільки запаси допомоги майже не використовувалися, складські приміщення на Гуамі мали 220 000 літрів води та 260 000 страв. Співробітники Федерального агентства з управління надзвичайними ситуаціями (FEMA) були направлені на Тініан і Сайпаннапередодні шторму. Президент США Дональд Трамп 24 жовтня оголосив надзвичайний стан на Північних островах.

### Філіппіни
25 жовтня PAGASA почала видавати бюлетені про несприятливі погодні умови в очікуванні того, що тайфун Юту ввійде в зону відповідальності Філіппін. Згодом агентство підняло Громадський штормовий сигнал (PSWS) № 1 для більшої частини Лусона на північ від метро Маніла 28 жовтня. Слідуючи дещо південнішому шляху, ніж передбачалося спочатку, PSWS № 1 пізніше розширився до Кесон. PSWS № 3, що вказує на швидкість вітру 121–170 км/год (75–106 миль/год), було встановлено для Бенґет, Іфугао, Південний Ілокос, Ізабела, Ла Уніон, Гірська провінція, Нуева-Віская, Пангасінан, Кіріно та північні провінції Аурора 29 жовтня. Крім того, PSWS № 2, що вказує на тропічний штормовий вітер, охопив значні смуги північного Лусона.
Понад 10 000 людей, які все ще відчувають руйнівні наслідки тайфуну Мангхут у вересні, евакуювалися з гірських районів у північних провінціях Лусона.

### Гонконг
1 листопада Обсерваторія Гонконгу опублікувала Сигнал про сильний вітер № 3. Це був перший сигнал про сильний вітер № 3 у листопаді після тайфуну Іра в 1993 році.

## Наслідки

### Північні Маріанські Острови

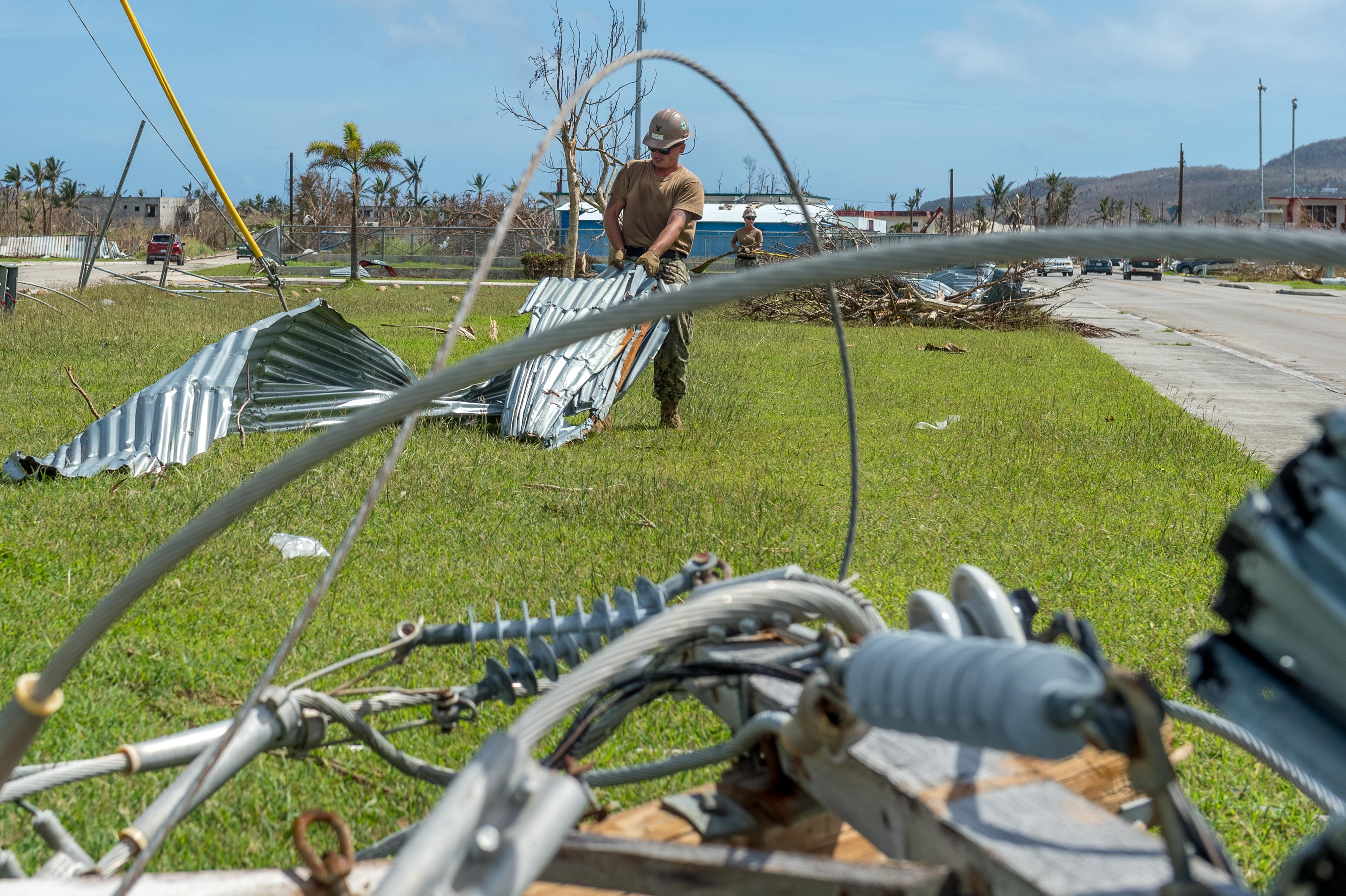
Моряк прибирає сміття після проходження Тайфуну Юту острів Тініан

Вразивши Тініан і Сайпан 24 жовтня як супертайфун 5 категорії, Юту став найпотужнішим тропічним циклоном, який коли-небудь вплинув на Маріанські острови, і другим за потужністю, який вразив Сполучені Штати чи їх території в цілому, разом із тайфуном Карен у 1962 року та урагану Камілла у 1969 році. Лише ураган у День праці 1935 року вплинув на країну сильніше. Міжнародний аеропорт Сайпан зафіксував пориви вітру 103 милі на годину (166 км/год). Юту також вивів з ладу доплерівський радар Сайпана 25 жовтня, під час шторму, що вийшов на сушу.
На Сайпані тайфун забрав життя двох людей; жінка, коли він зруйнував будівлю, в якій вона перебувала, та ще одна жінка, яка померла від отруєння чадним газом. Ще щонайменше 133 людини отримали поранення, троє з яких отримали важкі поранення. Обидва острови залишилися без електрики. Більшість будівель на півдні Сайпану втратили дахи або були зруйновані, включаючи середню школу Хопвуд, яка зазнала значних пошкоджень. Низинна рослинність у південних частинах острова була подрібнена або вирвана з землі. Міжнародний аеропорт Сайпан зазнав значних пошкоджень; термінали були затоплені, а засоби навігації були виведені з ладу.
Більшість будинків на Тініані були серйозно пошкоджені або зруйновані. Деякі бетонні конструкції зазнали значних пошкоджень, а деякі були повністю зруйновані, і жителі повідомили, що ці будівлі затряслися під час тайфуну. В одному випадку двері були вирвані з будівлі та викинуті на 30 м (100 футів) у свинарник. Єдиний медичний центр на острові зазнав значної шкоди; однак на той час жоден пацієнт не проходив лікування. Міжнародний аеропорт Тініан зазнав значної шкоди. Загальний збиток, за оцінками FEMA, досяг 800 мільйонів доларів.
Метеоролог Брендон Ейдлетт з Національної метеорологічної служби описав тайфун як «шторм, який встановлює масштаб, з яким порівнюють майбутні шторми».

### Філіппіни

Тайфун Юту досягає Філіппін

30 жовтня тайфун Юту, який на Філіппінах відомий як тайфун «Розіта», обрушився на Лусон і викликав проливний дощ у гірському регіоні. Численні зсуви завдали значних збитків, поглинувши будинки та заблокувавши дороги. Юту вбив загалом 27 людей на Філіппінах. П’ятеро людей загинули внаслідок зсувів у Банауе та Лубуагані, тоді як повінь забрала одне життя в Пересі. Зсув у Натоніні засипав урядову будівлю, забравши життя 14 осіб. Значні наслідки були відчутні в Бенге, Ла Уніон і Нуева-Віская, де загинуло понад 100 людей. Тайфун Мангхут у вересні. Станом на 8 листопада 2018 року збиток сільському господарству становив 2,9 мільярда рупій (54,1 мільйона доларів США).

### Гонконг
31 жовтня 25-річний чоловік загинув під час серфінгу в затоці Біг-Вейв на острові Гонконг через високий прибій, коли був піднятий сигнал тайфуну №1.